# Teresa Frassinetti
Teresa Frassinetti (Gênova, 24 de dezembro de 1985) é uma jogadora de polo aquático italiana, medalhista olímpica.

## Carreira
Frassinetti disputou três edições de Jogos Olímpicos pela Itália: 2008, 2012 e 2016. Seu melhor resultado foi a medalha de prata nos Jogos do Rio de Janeiro.